# Kenta Hirose
Kenta Hirose (født 26. juni 1992) er en japansk fodboldspiller, som spiller for den japanske fodboldklub Albirex Niigata.